# Torre Chiapas
A Torre Chiapas vagy Torre Mesoamericana (jelentése: Chiapas-torony vagy közép-amerikai torony) egy 104 m magas felhőkarcoló Mexikó Chiapas államának fővárosában, Tuxtla Gutiérrezben. A 22 emeletes torony, melyet főként a kormányzat és a Grupo Salinas irodái foglalnak el (4800 embernek munkát adva) az egész állam legmagasabb épülete.

## Az épület
A torony alapkövét 2009. március 12-én tették le, és bár 2010 májusára tervezték a befejezését, végül csak decemberre készült el.
A modern üvegpalota oldalán végigfutó csúcsos, keskeny ív a maja építészetre és a maja kultúrára emlékeztet, csakúgy, mint a melléképület parkosított tetején látható napóra valamint a díszítésben alkalmazott hieroglifák, sőt még az épület színe is a régi bennszülöttek ruháin gyakran alkalmazott árnyalatokat idézi. 8 lifttel, helikopterleszállóval, fejlett biztonsági és tűzvédelmi rendszerrel rendelkezik, és egy vízkezelő telepet is építettek hozzá. Fölső szintjén étterem működik kitűnő kilátással a városra.
A Torre Chiapas alaprajza egy csúcsos nulla számjegyet formáz, ami arra emlékeztet, hogy ezt a számot a maják már akkor használták, amikor sok más kultúra még nem.